# 狄奥斐卢斯
塞奥菲鲁斯（希臘語：Θεόφιλος；813年—842年1月20日），又译狄奥斐卢斯，拜占庭帝国皇帝（829～842年在位），阿莫利王朝（也称弗里吉亚王朝）的创立者米海尔二世的儿子。统治期间是拜占庭“毁坏圣像运动”最后的高潮，这时期也是穆斯林文化对拜占庭影响最强烈的时期。

## 生平

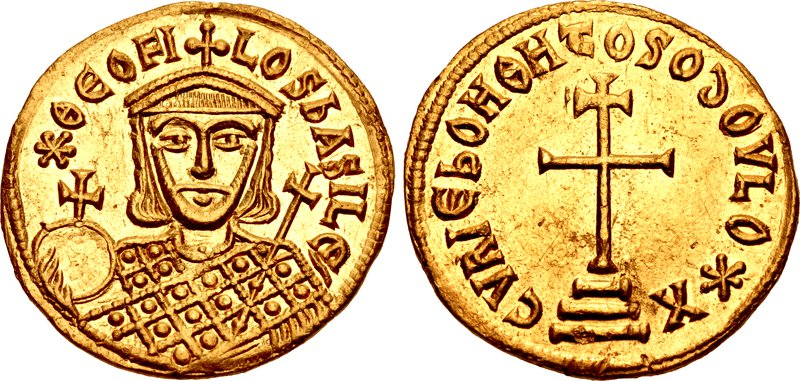
带有塞奥菲鲁斯头像的苏勒德斯金币

塞奥菲鲁斯是米海尔二世与第一任妻子特克拉所生。822年被其父亲加冕为共治皇帝。829年米海尔二世去世后，成为唯一君主。
即位后便召集众臣聚集于玛格纳乌拉宫中开会，诱出与其父一同谋杀利奥五世的人，在大竞技场举行的赛车比赛后，下令在所有观众面前将参与谋杀者斩首示众，从而使打着复仇旗号的任何反叛失去合理性用以遏制阴谋。
统治期间，大力推行毁坏圣像政策。多次打击崇拜圣像派的修士。并因为皇后的崇拜圣像倾向与之不和。
实行有效的财政政策，紧缩开支，增加税收，进行货币改革，将铜币弗里斯上毫无意义的标记全部去除，取而代之的是“奥古斯都塞奥菲卢斯，战无不胜”的铭文，在835年后的5年中，他下令铸造发行了大量弗利斯，以增加小额货币来以便市民使用。大量铸造弗里斯并投入促进了国内贸易的发展。
同时加强军队建设，提升了帝国军队对外作战的能力，他创建的中队让军官对200人而非1000人的做法加强了对地区士兵的监督。掌管中队的两百夫长可以在更短时间内集结士兵进行演习，进攻甚至是对敌军突然的入侵进行临时防御。只要定期征召士兵参与对外作战，就能让士兵保持战斗力。在重要的对外远征中，军区部队和禁军部队一同参战，后者有着更丰富的战斗经验以及更好的训练。并提升了士兵的军饷，将逐年递增的军饷的最高收入从6个诺米斯马提升到12个诺米斯马。
修建了一批军事要塞，扩建了君士坦丁堡的城墙，在北方建立了三个新军区，在刻赤推行军区制，建立了以车绳为首府的军分区，由将军统辖。设立了新的军队编制和官职。
其模仿处世正直的哈里发哈伦，习惯在城中微服私访。塞奥菲鲁斯还注重学术教育，任命一批著名学者担任皇家学校的教授。
赛奥菲鲁斯还进行了大量建筑活动。在海峡欧洲一侧的城郊皇宫中建立了一座图书馆。修复了马尔马拉海海岸的城墙。重修和增建大皇宫中的装饰与建筑。新建了称之为卡利亚诺斯的皇宫建筑群，以供女儿们使用。在海峡的亚洲海岸，效仿哈利发宫殿，新建了被称之为布利亚斯的皇宫。
对外方面，长期与阿拉伯人进行战争。

## 早年
塞奥菲鲁斯是拜占庭皇帝米海尔二世和其妻塞克拉之子，也是亚美尼亚裔皇帝利奥五世的教子。米海尔二世在822年即位后不久为塞奥菲鲁斯加冕为共治皇帝，与其父不同的是，塞奥菲鲁斯从小接受了文法学家约安尼斯·希利亚斯的综合教育，并对音乐和艺术甚为追崇，欣赏穆斯林艺术。在829年10月2日，塞奥菲鲁斯继承父亲的皇位，成为帝国唯一的奥古斯都。
塞奥菲鲁斯延续了前任们的圣像破坏政策。他的做法不同于其父的温和政策，他在832年颁布敕令禁止圣像崇拜。

## 与阿拉伯人的斗争
塞奥菲鲁斯即位时不得不与阿拉伯人两线作战，在西西里他遭遇阿拉伯军队的入侵。831年，经过一年的围攻之后，巴勒莫沦陷于阿拉伯人之手，并在此地建立了西西里埃米尔国，以巴勒莫城作为大本营逐渐向岛内其他地方扩张。830年阿拔斯王朝哈里发马蒙入侵安纳托利亚，皇帝亲临前线镇守，但帝国军队溃败，失去了数座要塞。831年塞奥菲鲁斯为了报复阿拔斯的入侵，亲自率领军队进入奇里乞亚并夺取塔尔苏斯，之后凯旋君士坦丁堡。不过秋天帝国军队在卡帕多西亚被击败，833在同样的地方帝国军队再次遭遇失败，塞奥菲鲁斯不得不向阿拔斯哈里发乞和，皇帝提出用10万枚金第纳尔赎回阿拉伯人手上的7000名俘虏。而次年马蒙過世，两国间恢复和平。
但事实证明，要维持与东方的阿拉伯人们保持和平是天方夜谭。834年塞奥菲鲁斯庇护了来自敌对阿拔斯的来自东方的胡拉米特教团的难民，其中包括了其教团首领纳绥尔。皇帝为其受洗，赐名狄奥福玻斯（意为神之威/神之怒），并将其姑姑伊琳娜嫁给他，还任命他为帝国的将军。还将这些波斯人分散驻扎在各军区，加强了其力量。由于与阿拉伯人的关系恶化，塞奥菲鲁斯决定再次发动战争。
837年塞奥菲鲁斯率领7万大军进军美索不达米亚，攻占了梅利蒂尼和阿尔萨莫萨塔，此外帝国还摧毁了当时哈里发的出生地萨佐佩特拉（Zapetra/Sozopetra），之后便凯旋而归。当时的哈里发穆阿台绥木急于复仇，集结了一支极为庞大的军队，于838年分兵两路入侵安纳托利亚。塞奥菲鲁斯决定在两军会合之前击其一部。在838年7月21日，在达齐蒙发生了安曾战役，塞奥菲鲁斯亲自带领25000-40000名帝国军队抵抗阿夫辛的阿拉伯军队。阿夫辛抵抗住了罗马人的打击并且反击致胜。拜占庭的幸存士兵无序撤退，无心再战。
穆阿台绥木在此次战役中拿下了安基拉，并于此地与阿夫辛部会师。阿拔斯军队于是对塞奥菲鲁斯家族的起家之地阿莫里亚进军，于8月12日穆阿台绥木率主力部队进攻该地，该地坚决抵抗阿拉伯军队，但后来有位穆斯林俘虏从此地逃出并告知哈里发该城只有正面一处城墙。于是穆阿台绥木集火针对这处城墙，不久城墙便被突破。在当地军队英勇抵抗了55日之后，该城沦陷于穆阿台绥木之手。之后穆阿台绥木企图向君士坦丁堡进军，但当他听到家乡发生军事政变的紧急消息时，被迫放弃了原计划而返回叙利亚。
838年，为了使巴格达的哈里发留下深刻的印象，塞奥菲鲁斯令约安尼斯向巴格达市民分发了36000枚诺米斯马金币，之后的839年或840年间帝国开始于伊比利亚半岛的科尔多瓦埃米尔国进行外交上的接触。在伊本·海扬的阿拉伯文献中，虽说他对该使节的名字已然模糊，但根据描述似乎是帝国的海军将领喀尔特洛斯。他与科尔多巴的诗人阿尔贾扎尔一起回国，此人与塞奥菲鲁斯签订了针对阿拔斯王朝的两国友好条约。
841年前后，威尼斯共和国派出一支由60艘桨帆船（每艘乘员200人）的舰队协助东罗马军队将阿拉伯人逐出克罗托内，但是这个尝试失败了，但是在此次战役中，穆阿台绥木发现他的一些高官正密谋反对他，许多人在回国之前便被逮捕并被处死。阿夫辛似乎并未参与其中，不过他在其他的阴谋中被发现而在831年瘐死狱中。841年10月穆阿台绥木患病，第二年年初的1月5日便撒手人寰。
虽说塞奥菲鲁斯一直与阿拉伯人英勇作战，但他仍在博斯普鲁斯附近建造了一座巴格达式的宫殿，并在此地能看见人们穿着阿拉伯式的卡夫坦长袍和头巾。即使在唐帝国治下的广州的街道上，穿着阿拉伯式的卡夫坦也是一种当时的时尚。

## 与保加尔汗国和塞尔维亚的关系
在836年，帝国与保加尔汗国的20年合约到期，塞奥菲鲁斯再次命军队袭扰保加尔汗国的原色雷斯地区，由此保加尔人进行了报复。此次带回了大量曾被虏去保加利亚的拜占庭人，并以保加尔人的报复为由，占领收回了奈斯托斯河和斯特雷蒙河之间的海岸。但在伊施布勒的领导下，保加尔军队一路到达亚德里安堡。这之后不久保加尔人吞并了腓力波波利斯（即后来的普罗夫迪夫）和其周边地区。同年保加尔汗马拉米尔死去。
这之后，塞尔维亚人，帝国的附属国以及保加尔人之间的和平一直保持到了839年。塞尔维亚人的某部落首领弗拉斯蒂米尔统合了其余数个部落，塞奥菲鲁斯于是便准许了塞尔维亚人的独立，弗拉斯蒂米尔也由是承认了帝国名义上的宗主权。当时保加尔人吞并了西马其顿地区，改变了该地的政治局势，马拉米尔和他的继任者都意识到了整合了的塞尔维亚的威胁，并尝试在吞并其余斯拉夫人领土的基础上让他们臣服。此外帝国也因为伯罗奔尼撒的斯拉夫人起义而导致他们想要转移邻国的注意力，于是帝国的便挑唆塞尔维亚人对保加尔人保持敌对状态。此外还有一种说法，由于保加尔人大肆入侵斯拉夫人所在地区，促成了塞尔维亚部落的统一。
839年普列西安一世入侵了塞尔维亚，这场战争维持了三年，而弗拉斯蒂米尔取得了最终的胜利，普列西安获得了巨大失败，没有取得任何额外的领土，并且损兵折将。最终因为塞尔维亚人精于山地作战，保加尔人最终被弗拉斯蒂米尔的军队驱离。这场战争也同样因为塞奥菲鲁斯的死而告终，由是弗拉斯蒂米尔否决了对拜占庭的宗主权。

## 他的离世与留给后人的遗产
塞奥菲鲁斯的健康逐渐衰弱，并在842年1月20日不幸去世。在文献《狄玛利翁》中狄奥多西被描写成彼世的判官。塞奥菲鲁斯加强了君士坦丁堡的城墙，在顿河的可萨汗国境内帮助汗国修建了萨尔科勒堡垒（萨尔科勒意为白宫），创建了赫尔松，帕夫拉戈尼亚和迦勒底军区，还在君士坦丁堡建设了一座医院，这座医院最后一直存在直到帝国灭亡。

## 家庭
狄奥菲卢斯和皇后塞奥多拉生有七个子女：
- 君士坦丁，833年至835年为共治皇帝。
- 塞克拉（约831年—867年后）。本名奥古斯塔，其母摄政期间画像出现在货币上。后被弟米海尔放逐到修道院，后被召回，为巴西尔一世情妇。
- 安娜（约832年生）。被放逐到加斯特里亚修道院。再未被召回。
- 阿纳斯塔西娅（约833年生）。被放逐到加斯特里亚修道院。再未被召回。
- 帕尔切里亚（约836年生）。被放逐到加斯特里亚修道院。再未被召回。
- 玛丽亚（约838年—约842年）。与阿莱克西奥斯·莫塞莱订婚。4岁卒。
- 米海尔三世